# René Mouille
Pour les articles homonymes, voir Mouille.
René Louis Mouille, né le 30 octobre 1924 à Sainghin-en-Weppes, dans le Nord et mort le 10 janvier 2019, à La Roque-d'Anthéron (Bouches-du-Rhône), est un ingénieur français du secteur aéronautique et spatial. Il participa notamment aux programmes d'hélicoptères Alouette II, Alouette III, Frelon, Super Frelon et Puma pour la Société nationale des constructions aéronautiques du Sud-Est (SNCASE), puis pour Sud-Aviation, avant de devenir directeur du bureau d'études de la division hélicoptères de l'Aérospatiale à Marignane. Il est à l'origine de plusieurs innovations sur les hélicoptères tels que le rotor de queue à cinq pales utilisé sur le Frelon et le Puma, les moyeux NAT (non articulé en traînée), les pales composites ou les queues à fenestron.

## Biographie
Né en 1924 dans le Nord, René Mouille est sorti diplômé, dans le peloton de tête, de l'Institut catholique d'arts et métiers (ICAM) de Lille. Ensuite il rejoint l'École spéciale des travaux aéronautiques (ESTAé) de Paris, puis l'Armée de l'Air durant la Seconde Guerre mondiale. En 1945 il effectue un stage à la Société nationale des constructions aéronautiques du Sud-Est (SNCASE) avec l'ingénieur en chef Pierre Renoux, spécialiste des voilures tournantes. René Mouille a trouvé sa voie.
En 1946, il est embauché définitivement à la SNCASE. Travaillant au bureau d'études sur tous les types étudiés à l'époque, il acquiert une expérience technologique inestimable. Il travaille avec Renoux sur le programme de l’autogire SE.700 et notamment au problème de refroidissement de son moteur à pistons Béarn. Ensuite, dès 1947, il travaille sur la partie « rotors » et ensembles mécaniques du SE.3000 et du SE.3101, notamment le gyro-stabilisateur du SE.3101.
Nommé responsable des études d’hélicoptères à la fin de 1950 alors que la  petite structure dédiée aux voilures tournantes chez Sud-Est est gravement menacé. Il travaille ensuite sur les programmes Alouette I et II qui effectuent leur premier vol respectivement le 31 juillet 1951 et le 12 mars 1955, l’Alouette II étant le premier hélicoptère français doté d’une turbine à gaz. Il participe activement, en tant qu’ingénieur d’essais et d’études, à la préparation du record en circuit fermé de Jean Boulet sur l’Alouette I. En 1954, il devient responsable des programmes d’essais et d’études des Alouette 2 et 3, puis du SNCASE SE.3200 Frelon sur lequel il a essuyé tous les « plâtres » possibles, tant la machine était capricieuse. C’est d’ailleurs grâce à tous les ennuis subis par le Frelon que le Super-Frelon a été réussi, car on avait appris avec son prédécesseur tout ce qui ne fallait pas faire sur un hélicoptère de gros tonnage.
En 1963, il est nommé responsable du programme Puma dont il va suivre le développement jusqu'à la certification. René Mouille sera à l'origine de beaucoup de solutions nouvelles :
- il imagine pour le Frelon 02 un rotor de queue à 5 pales, de type Sikorsky, qui est adapté ensuite sur le Super-Frelon et le Puma.
- moyeu NAT (non articulé en traînée)[7],
- pales composites[7],
- rotor de queue fenestron[7],
- moyeu « Starflex »[7],[8].

On lui doit toute l'approche et l'étude de l'avant-projet de l'Écureuil appelé à devenir un succès commercial mondial et dont le prototype, piloté par Daniel Bauchart, effectue son premier vol à Marignane le 24 juin 1974.
Parti en retraite en 1988, il est mort le 10 janvier 2019.

## Distinctions
- Médaille de l'Aéronautique (1964)[6]
- Chevalier de l'Ordre National du Mérite (1978)[6]
- Médaille d’argent de la Société d'encouragement pour l'industrie nationale (1982)[6]
- Grand prix de l'Association aéronautique et astronautique de France (AAAF) (1987)[6]
- Chevalier de la Légion d'Honneur (1989)[6]
- 2011 Médaille d’Or des Vieilles Tiges[6]
- Membre correspondant de l'Académie de l'air et de l'espace (AAE)[6]
- En 1979, aux États-Unis, il reçoit le prestigieux prix Alexander Klemin de l'American Helicopter Society (en) (AHS)[6]. Il était le second Français à obtenir cette distinction, après Louis Breguet[4].

## Citation
- « Le Frelon nous a montré justement ce qu'il ne fallait pas faire sur un hélicoptère ».[10]

## Publications
- « Des capots aux moyeux rotors : des hélicoptères presque en plastique », dans Revue aerospatiale, N° hors série 20 ans d'Aerospatiale, janvier 1990.